# سایه (افسانه)
سایه (افسانه) ( دانمارکی: Skyggen) یک افسانه توسط هانس کریستیان آندرسن نویسنده معروف دانمارکی است. این داستان برای اولین بار در سال ۱۸۴۷ منتشر شد.(سایه‌ِ من کاش برگردی) 

## خلاصه داستان
روزگاری مردی آموخته شده از مناطق شمالی اروپا به سفر به جنوب سفر کرد. یک شب ، او روی تراس خود نشسته ، در حالی که آتش پشت سر او سایه خود را در بالکن روبرو قرار داده است. در حالی که در آنجا نشسته بود و در حال استراحت بود ، مرد از دیدن اینکه چگونه سایه از هر حرکت خود پیروی می کند ، تعجب می کند ، انگار که واقعاً روی بالکن مخالف نشسته است. هنگامی که سرانجام خسته شد و به خواب رفت ، تصور کرد سایه به همین ترتیب در خانه کنار خیابان خسته می شود. صبح روز بعد ، مرد با تعجب متوجه شد که در واقع سایه خود را یک شبه از دست داده است. با سایه جدید که به آرامی از نوک انگشتان خود باز می گشت ، آن مرد فکر دیگری را به این حادثه نداد ، دوباره به شمال اروپا بازگشت و دوباره نوشتن را در دست گرفت. چند سال از آن گذشت تا اینکه یک شب در در او زدند چاقویی وجود داشت. در کمال تعجب ، سایه او بود ، سالها قبل در آفریقا از دست داد ، و اکنون در آستان خود ، تقریباً کاملاً انسانی ایستاده بود. این فرد آموخته که از ظهور ناگهانی خود شگفت زده شده بود ، او را به خانه خود دعوت کرد و به زودی این دو نفر در کنار شومینه نشستند ، زیرا سایه مربوط به چگونگی رسیدن او به عنوان مرد است. 
انسان آموخته طبیعت آرام و آرام بود. موضوع اصلی مورد علاقه وی با چیزهای خوب ، زیبا و واقعی نهفته است ، موضوعی که او اغلب می نوشت اما مورد علاقه هیچ کس دیگری نبود. سایه گفت استاد او دنیا را نمی‌فهمد ، که او واقعاً آن را دیده بود ، و بعضی از انسانها واقعاً بد بودند. 
سپس سایه با گذشت سالها ثروتمندتر و ضعیف تر شد ، در حالی که نویسنده فقیرتر و دلنشین تر می شد. سرانجام او به قدری بیمار شده بود که سایه سابق وی برای پیاده کردن این لایحه سفر به یکی از مراکز درمانی را پیشنهاد کرد ، اما به شرطی که او اکنون بتواند به عنوان استاد عمل کند و نویسنده وانمود کند سایه اوست. همانطور که به نظر می رسید این پیشنهاد پوچ است ، انسان یادگرفته سرانجام موافقت کرد و آنها با هم سفر کردند ، سایه ای که اکنون استاد او هستند. در رفت‌وآمد مکرر ، سایه با یک شاهزاده خانم زیبا ملاقات کرد و چون هر شب با آنها می رقصیدند و با هم صحبت می کردند ، شاهزاده خانم عاشق او شد.
هنگامی که آنها در حال ازدواج بودند ، سایه به استاد سابق خود موقعیتی مجلل در کاخ ارائه داد ، به شرطی که اکنون او به طور دائم سایه خود شود. نویسنده بلافاصله امتناع کرد و تهدید کرد همه چیز را به شاهزاده خانم بگوید ، اما سایه وی را دستگیر کرد. سایه بان ناراحت شد ، سایه با شاهزاده خانم ملاقات کرد و به او گفت:
| "من وحشتناک ترین امور را که احتمالاً ممکن است رخ دهد ، پشت سر گذاشته‌ام ؛ فقط تصور کنید ، سایه من دیوانه شده است ؛ گمان می کنم چنین مغزی ضعیف ، کم عمق ، نمی‌تواند تحمل زیادی داشته باشد ؛ او خیال می کند که او یک مرد واقعی شده است ، و من سایه او هستم " "شاهزاده خانم گریه کرد:" چقدر وحشتناک است ، "آیا او قفل است؟" "اوه بله ، مطمئناً ؛ زیرا می ترسم او هرگز بهبود نیابد." "سایه مریض!" گفت شاهزاده خانم؛ وی گفت: "این برای او بسیار تأسف آور است ؛ واقعاً این کار خوب خواهد بود که او را از وجود نامطبوع خود رهایی دهیم ؛ و ، واقعاً ، وقتی فکر می کنم که چند وقت یک بار مردم بخشی از طبقه پایین را در برابر بالاتر می گیرند ، در این روزها سیاستی باشید تا او را بی سر و صدا کنار بگذارید. " |

هنگامی که سایه در اواخر آن شب شاهزاده خانم را عروس کرد ، فهمید که این مرد قبلاً اعدام شده است.

## تحلیل و بررسی
سایه داستانی نمونه از داستان های افسانه تیره تر اندرسن است. در طول داستان ، نویسنده به عنوان یک شخصیت اخلاقی به تصویر کشیده می شود ، در دنیا با نکات خوب و واقعی روبرو است. اما همانطور که می گوید ، اطرافیان او چندان به احساسات وی نسبت به این موضوع علاقه ندارند. در واقع ، سایه او می گوید که دنیا را آنگونه که واقعاً است نمی‌بیند. 
سایه ادعا می کند که همه آنچه در جهان است را دیده است ، اما خودش روح ندارد. او به شدت می خواهد سایه ای از خود داشته باشد و بعداً از استاد پیشین خود بخواهد که نقش های سفر خود را معکوس کند. وقتی انسان آموخته سرانجام می فهمد سایه اش تا چه حد تخریب شده است ، خیلی دیر شده است.
پایان دادن به خصوص برای یک افسانه تاریک است ، زیرا اندرسن اظهار می دارد که پیروزی ها همیشه خوب نیست و شر نیز واقعاً چنگ قدرتمندی نسبت به نیکی و عادلانه دارد.
برخی منتقدان اظهار داشته اند اندرسن داستان را به عنوان نوعی انتقام جویی غیرمستقیم از ادوارد کالین ، پسر حامی وی ، که او را رد کرده بود ، نوشت. 

## انتشار
"سایه" اولین بار در ۶ آوریل ۱۸۴۷ به عنوان بخشی از داستانهای جدید پری منتشر شد. جلد دوم. مجموعه اول. ۱۸۴۷(ماجرا. جلد دیگر. مجموعه اول. ۱۸۴۷) این اثر در دسامبر ۱۸۴۷به عنوان بخشی از تبریک کریسمس به دوستان انگلیسی من و دوباره ۱۸ دسامبر ۱۸۴۹ به عنوان بخشی از افسانه ها منتشر شد. ۱۸۵۰( ماجرا. ۱۸۵۰). ) این داستان در ۳۰ مارس ۱۸۶۳ به عنوان بخشی از افسانه ها و داستان ها دوباره منتشر شد . جلد دوم. ۱۸۶۳( ماجراجویی و داستان). دیگر کراوات. ۱۸۶۳) 

## سابقه
در سال ۱۸۱۴، سه دهه قبل از انتشار "سایه" ، آدلبرت فن شامیسو داستان معجزه آسا " پیتر اشلیمل "را منتشر کرده بود ، داستانی در مورد مردی که سایه خود را در ازای کیف پول بی کف و بدی به شیطان می فروشد. داستان اندرسن توسط داستان شامیسو مطرح شد و او در "سایه" به آن اشاره می کند:  
او بسیار اذیت شد ، نه به این دلیل که سایه ناپدید شده بود ، بلکه به این دلیل که می دانست داستانی وجود دارد. برای همه افراد خانه در کشورهای سردسیر ، درباره مردی بدون سایه شناخته شده است. و اگر او اکنون برگشته و داستان خود را به آنها گفته است ، آنها مطمئناً می گویند که او فقط یک تقلید کننده بود و این آخرین چیزی بود که او می خواست.
به نظر می رسد که داستان اندرسن تأثیر داشته است. " خانه انار" اسکار وایلد . 

## سازگاری
سایه اولین متن به طول قابل توجهی بود که به اسپرانتو منتشر شد. این کتاب در سال ۱۸۸۸ کتاب دوم توسط خالق آن زبان ، لودویک زامنهوف (کتاب اول فقط شامل آیات کتاب مقدس ، شعر کوتاه و موارد مشابه) بود. 